# Waleri Sergejewitsch Solotuchin

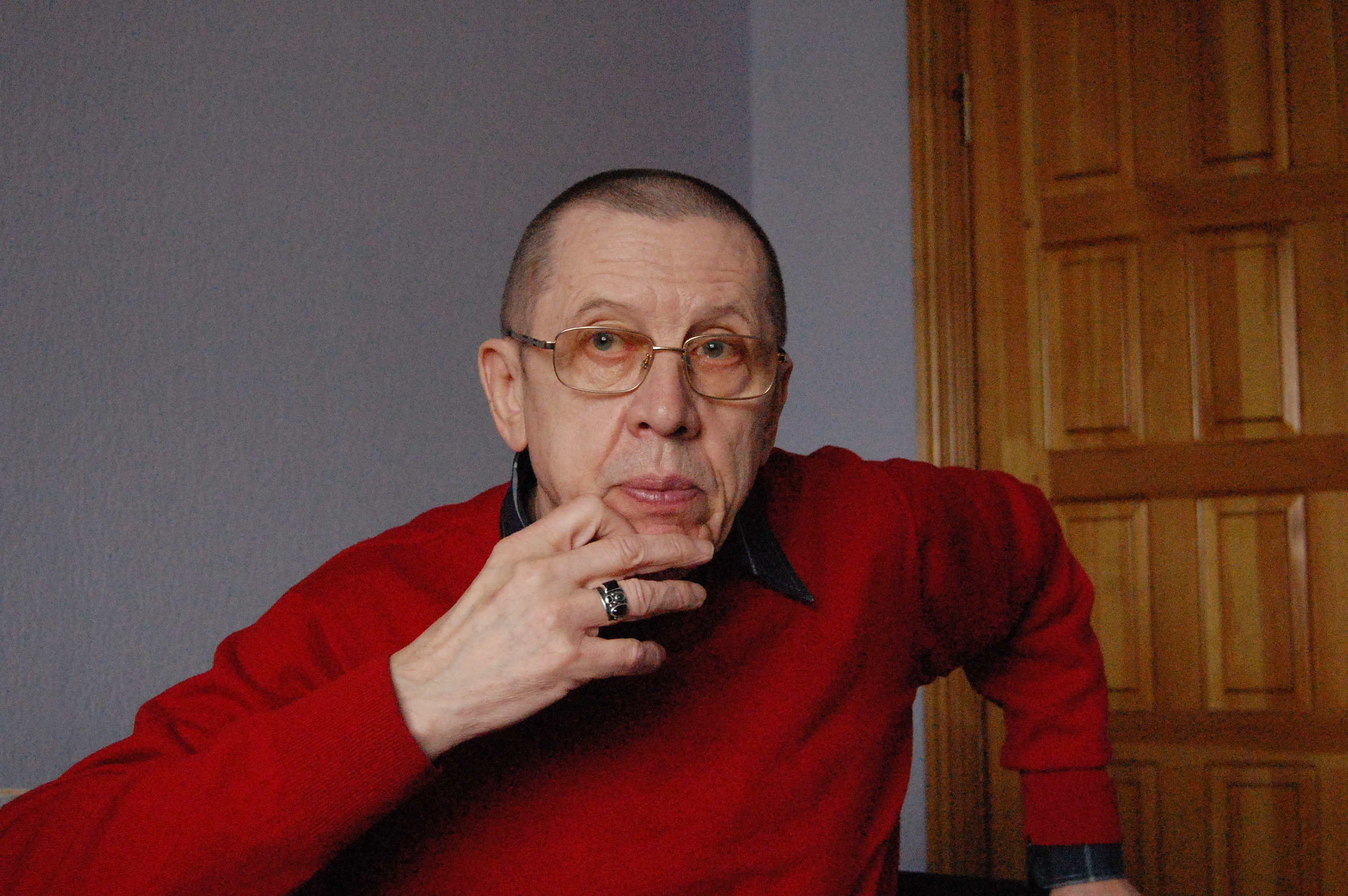
Waleri Solotuchin (2009)

Waleri Sergejewitsch Solotuchin (russisch Вале́рий Серге́евич Золоту́хин; * 21. Juni 1941 in Bystry Istok, Region Altai; † 30. März 2013 in Moskau) war ein sowjetischer und russischer Theater- und Filmschauspieler. Er wurde für seine Leistungen als Volkskünstler der RSFSR ausgezeichnet.

## Leben
Solotuchin absolvierte 1963 die Russische Akademie für Theaterkunst (GITIS). Seit 1964 und bis zu seinem Tod spielte Solotuchin am Taganka-Theater in den Stücken Der gute Mensch von Sezuan, Ein Held unserer Zeit, Boris Godunow, Wladimir Wyssozki und weiteren. Seit Ende der 1960er Jahre war der Schauspieler auch im Film tätig. Seine bekanntesten Rollen spielte er in den Filmen Chosjain taigi (Herr über die Taiga) (1969), Bumbarasch (1972), Wie der Zar Peter seinen Mohren verheiratete (1976) und Wächter der Nacht – Nochnoi Dozor (2004). Solotuchin war der Autor vieler Memoirenbücher, unter anderem über seinen engen Freund Wladimir Wyssozki.

## Filmografie (Auswahl)
- 1965: Paket (Пакет)
- 1968: Chosjain taigi (Хозяин тайги)
- 1968: Intervenzija (Интервенция)
- 1969: Zwety saposdalye (Цветы запоздалые)
- 1970: Salut, Maria! (Салют, Мария!)
- 1971: Der verschwundene Zeuge (Пропажа свидетеля)
- 1971: O drusjach-towarischtschach (О друзьях-товарищах)
- 1972: Bumbarasch (Бумбараш)
- 1973: Iwan Wassiljewitsch wechselt den Beruf (Иван Васильевич меняет профессию)
- 1973: Die Ufer (Берега)
- 1973: Über die, an die ich denke … (О тех, кого помню и люблю)
- 1973: Der Alltag der Ärztin Kalinnikowa (Каждый день доктора Калинниковой)
- 1974: Zarewitsch Proscha (Царевич Проша)
- 1974: Smeschnyje ljudi (Смешные люди)
- 1975: Na wsju ostawschujusja schisn (На всю оставшуюся жизнь)
- 1975: Die Einzige (Единственная)
- 1976: Wie der Zar Peter seinen Mohren verheiratete (Сказ про то, как царь Пётр арапа женил)
- 1978: Sawjalowskije tschudiki (Завьяловские чудики)
- 1979: Predwaritelnoje rassledowanije (Предварительное расследование)
- 1979: Malenkije tragedii (Маленькие трагедии)
- 1981: Nasche priswanije (Наше призвание)
- 1982: Jabloko na ladoni (Яблоко на ладони)
- 1982: Tscharodeji (Чародеи)
- 1982: Tainoje golossowanije (Тайное голосование)
- 1982: Ostrow sokrowischtsch (Остров сокровищ)
- 1982: Detski mir (Детский мир)
- 1983: Sred bela dnja... (Средь бела дня…)
- 1983: Der Waffenschmied vom Ural (Демидовы)
- 1984: Mjortwyje duschi (Мёртвые души)
- 1984: Und dann kam Bumbo (И вот пришел Бумбо...)
- 1985: Der Mann mit dem Akkordeon (Человек с аккордеоном)
- 1985: Tri prozenta riska (Три процента риска)
- 1986: Tschitscherin (Чичерин)
- 1986: Trawa selena (Трава зелена)
- 1987: Syn (Сын)
- 1987: Otschi tschornyje (Очи чёрные)
- 1990: Sachotschu-poljublju (Захочу – полюблю)
- 1991: Goworjaschtschaja obesjana (Говорящая обезьяна)
- 1992: Kak schiwjote, karassi? (Как живёте, караси?)
- 1993: Ochlamon (Охламон)
- 1994: Die denkwürdigen Abenteuer des Soldaten Iwan Tschonkin (Жизнь и необычайные приключения солдата Ивана Чонкина)
- 1995: Wals solotych telzow (Вальс золотых тельцов)
- 1997: Ne waljai duraka (Не валяй дурака)
- 2003: Utschastok (Участок, Fernsehserie)
- 2003: Spas pod berjosami (Спас под берёзами, Fernsehserie)
- 2004: Wächter der Nacht – Nochnoi Dozor (Ночной Дозор)
- 2004: Legenda o Kaschtscheje (Легенда о Кащее)
- 2005: Breschnew (Брежнев)
- 2005: Master i Margarita (Мастер и Маргарита, Fernsehserie)
- 2006: Wächter des Tages – Dnevnoi Dozor (Дневной Дозор)
- 2014: Fürst der Dämonen (Вий)